# 連邦司法省 (ドイツ)
連邦司法省（れんぽうしほう・しょうひしゃほごしょう、ドイツ語: Bundesministerium der Justiz、BMJ）は、ドイツの司法を所管する官庁である。
連邦制の下では、各州が司法行政や刑の執行に対する一次的な責任を負っている。そのためBMJは、憲法に関連する、伝統的な中核的法域における立法や法改正に専念する。また、他の省が作成した法律の適法性や合憲性の分析も行う。
連邦裁判所や連邦検察庁、ドイツ特許商標庁、連邦特許裁判所等は連邦司法省の所轄の下にある。
BMJは、1877年1月1日に帝国司法庁として設置された。第一次大戦後の1919年に共和制に移行した後、ドイツ国司法省（Reichsministerium der Justiz）として連邦の省に格上げされ、第二次大戦後の1949年に連邦司法省（Bundesministerium der Justiz）に、2013年12月、連邦司法・消費者保護省に改組、2021年12月には消費者保護を連邦環境・自然保護・原子力安全省に移管し、国家規制管理評議会の責任を負い、司法省に改組された。

## 歴代司法大臣

### ライヒ司法庁長官（1877年-1918年）
Staatssekretäre des Reichsjustizamtes
- ハインリヒ・フォン・フリートベルク　1876年-1879年
- ヘルマン・フォン・シェリング　1879年-1889年
- オットー・フォン・エールシュレーガー　1889年-1891年
- ローベルト・ボッセ　1891年-1892年
- エデュアルド・フォン・ハーノアー　1892年-1893年
- ルードルフ・アルノルト・ニーベルディンク　1893年-1909年
- ヘルマン・リスコ　1909年-1917年
- パウル・ゲオルク・クリストフ・フォン・クラウゼ　1917年-1919年

### ライヒ司法大臣（1919年-1945年）
- オットー・ランツベルク　1919年
- オイゲン・シファー　1919年–1920年
- アンドレアス・ブルンク　1920年
- オイゲン・シファー　1921年
- グスタフ・ラートブルフ　1921年–1922年
- ルードルフ・ハインツェ　1922年–1923年
- グスタフ・ラートブルフ　1923年
- エーリヒ・エミンガー　1923年–1924年
- クルト・ヨエル　1924年–1925年
- ヨーゼフ・フレンケン　1925年
- ハンス・ルター (代行)　1925年–1926年
- ヴィルヘルム・マルクス　1926年
- ヨハネス・ベル　1926年–1927年
- オスカー・ヘルゲ　1927年–1928年
- エーリヒ・コッホ＝ヴェーザー　1928年–1929年
- テオドール・フォン・ ゲラール　1929年–1930年
- ヨハン・ヴィクトル・ブレット　1930年
- クルト・ヨエル　1930年–1932年
- フランツ・ギュルトナー　1932年–1941年
- フランツ・シュレーゲルベルガー (NSDAP)　1941年–1942年
- オットー・ゲオルク・ティーラック (NSDAP)　1942年–1945年

### 連邦司法大臣（1949年-2013年）
- トーマス・デーラー　1949年–1953年
- フリッツ・ノイマイヤー　1953年–1956年
- ハンス＝ヨアヒム・フォン・メルカッツ　1956年–1957年
- フリッツ・シェッフェル　1957年–1961年
- ヴォルフガング・シュタムベルガー　1961年–1962年
- エヴァルト・ブーヘル　1962–1965年
- カール・ヴェーバー　1965年
- リヒャルト・イエガー　1965年–1966年
- グスタフ・ハイネマン　1966年–1969年
- フルスト・エームケ　1969年
- ゲルハルト・ヤーン　1969年–1974年
- ハンス＝ヨッヘン・フォーゲル　1974–1981年
- ユルゲン・シュムーデ　1981年–1982年
- ハンス・A・エンゲルハルト　1982年–1991年
- クラウス・キンケル　1991年–1992年
- ザビーネ・ロイトホイサー＝シュナレンベルガー　1992年–1995年
- エツァート・シュミット＝ヨルツィヒ　1996年–1998年
- ヘルタ・ドイブラー＝グメリン　1998年–2002年
- ブリギッテ・ツィプリース　2002年–2009年
- ザビーネ・ロイトホイサー＝シュナレンベルガー　2009年-2013年

### 連邦司法・消費者保護大臣（2013年-2021年）
- ハイコ・マース　2013年-2018年
- カタリナ・バーリー　2018年-2019年
- クリスティーネ・ランブレヒト　2019年-2021年

### 連邦司法大臣 (2021年-)
- マルコ・ブッシュマン（ドイツ語版）　2021年-